# ارهارد هایدن
ارهارد هایدن (به آلمانی: Erhard Heiden) (زاده ۲۳ فوریه ۱۹۰۱ – مرگ احتمالاً سپتامبر ۱۹۳۳) یک ژنرال آلمانی و از ۱۹۲۷ تا ۱۹۲۹ فرمانده نیروی اِس اِس بود. وی در آوریل ۱۹۳۳ به دستور هیملر دستگیر و کمی بعد کشته شد.